# تلمبه محمد شفیع
تلمبه محمد شفیع، روستایی در دهستان امیرآباد بخش صوغان شهرستان ارزوئیه در استان کرمان ایران است.

## جمعیت
بر پایه سرشماری عمومی نفوس و مسکن در سال ۱۳۹۵، جمعیت این روستا برابر با ۱۱۸ نفر (۳۹ خانوار) بوده‌است.